# The Dicks
The Dicks é uma banda de punk rock/hardcore punk dos Estados Unidos. É considerada a banda que introduziu o hardcore punk no Texas.

## História
A banda foi formada na cidade de Austin, capital do Texas, no final dos anos 1970, por Gary Floyd, um consciente opositor da Guerra do Vietnã e homossexual assumido. A cena se desenrolava no bar Raul's, frequentado por artistas, malucos, pessoas estranhas e punks. Embora ele estivesse fazendo propaganda dos Dicks antes que eles fossem uma banda de verdade, Floyd logo juntou forças e reuniu mais três terroristas para completar o grupo: Glen Taylor na guitarra, Buxf Parrot no baixo, e Pat Deason na bateria. Os concertos dos Dicks eram famosos especialmente devido aos discursos grosseiros de Gary, que relatava os seus encontros sexuais ao público.
O primeiro single da banda, "Dicks Hate the Police", lançado em 1980, foi um grande hit; a música fala de um policial que abusa de seu poder, e se tornou uma lenda no lado B do punk rock. Outras músicas como "Saturday Night at the Bookstore" e "Off Duty Sailor" falam sobre homofobia e identidade sexual.
Não havia, na época, nenhuma outra banda que tocasse tão rápido e intenso quanto os Dicks, o som deles não encaixava em nenhum molde. As vezes punk, hardcore, blues, experimental. Eles sempre tocavam músicas com um toque de insanidade.
O álbum gravado em uma apresentação no Raul's, junto com a banda Big Boys, é um dos documentos mais importantes sobre o punk no Texas. Foi depois desse álbum que a banda passou a fazer turnês regularmente.
Em 1982 eles se mudaram para San Francisco, seguidos de MDC e DRI, que fizeram com eles um projeto conhecido como The Vats.
Em 1983 eles embarcaram na turnê Rock Against Reagan, três meses de exaustiva extravagância organizada pelos Yippies. A turnê exigiu muito da banda e depois de completa apenas Gary Floyd retornou para a cidade; então ele chamou outros três músicos: Lynn Perko como baterista, Tim Carroll como guitarrista e Sebastian Fuchs como baixista.
A banda acabou em 1986, mas em 2004 e 2005 eles fizeram shows com os integrantes originais, exceto Glen Taylor que morreu em 1997, sendo substituído por Brian Magee.
Muitas bandas de Queercore e Homocore prestam homenagens à Gary Floyd por sua incrível atitude como ativista gay; bandas como Limp Wrist, Big Boys, Mukilteo Fairies, entre outras. Floyd diz que foi mais fácil ser aceito no meio punk como homossexual do que no meio gay; parece contraditório, mas o punk se apresentou mais tolerante a aceitar um cantor vistoso de moicano colorido e gay, do que o meio gay a aceitar um gay gordo de cabelo estranho e punk.
Gary Floyd continua a sua carreira musical dividindo-se entre vários projectos, e é um dos artistas residentes da gravadora do ex-vocalista dos Dead Kennedys, Jello Biafra, a Alternative Tentacles. Está porém, mais ponderado nos discursos. Mais recentemente Floyd deu nas vistas quando foi convidado por Mark Arm, vocalista da banda grunge Mudhoney, que o avistou na audiência e lhe pediu para cantar com eles "Hate the Police", mas Floyd recusou. Mais tarde pediu desculpas aos Mudhoney.
Gary Floyd desenvolveu uma curiosa faceta de ativista gay, e é artista plástico.